# ナイトライン (ANN)
『ナイトライン』（英語表記：Night line）は、1987年10月3日 - 1991年4月7日にかけて放送されたテレビ朝日 (ANN) の週末深夜 (23:00 - 23:30) のニュース番組。司会に元フジテレビアナウンサーの田丸美寿々（当時は美里美寿々）を起用し、ニュースとスポーツニュースを放送していた。ロゴタイプ上は『ナイトライン＜改行＞ANN』。

## 概要
それまでの週末最終版のANNニュースは『ANNニュースファイナル』（10分）と『ANNスポーツニュース』（15分。朝日放送は『ABCスポーツニュース ANN』に改題）とに分けていたが、それを統合して30分の総合ニュースワイドにリニューアルしたもの。総合司会は元フジテレビアナウンサーからフリーを経て局契約としてテレビ朝日に移籍した美里美寿々が就任した。
スタート当初は、オープニングタイトルCGの一部において『ニュースステーション』と同一のものを使用していたほか（テーマ曲の作曲者も同じ）、スタジオセットも『ニュースステーション』にテイストを合わせて新設するなど、平日夜の『ニュースステーション』の土曜・日曜版という位置づけがなされていた。
なお、本番組打ち切り後、土曜日は（主に海外の）ニュースに比重を置いた『ニュースフロンティア』、日曜日は逆にスポーツに比重を置いた『スポーツフロンティア』が後番組として開始された。2001年4月7日からは当番組と同じ番組構成の『ANN NEWS&SPORTS』(2003年9月27日までは『ANNニュース&スポーツ』と表記）が土曜深夜に開始した。2002年4月7日からは日曜深夜も開始したがスポーツニュースが中心で土曜深夜と番組構成が異なっていた。
提供クレジットについては、番組のCM枠が「準ネットスポンサー」と「PT枠」が混在していたことから、ネット各局の独自送出となっていた（前枠であったANNニュースファイナルから変わらず。一例として朝日放送では前半が30秒×4社、後半が30秒×2社。もっともそれは、『ABCスポーツニュース ANN』との統合以前の名残）。

## 出演者
| 期間                   | メイン      | スポーツ   | 天気予報   |
| ---------------------- | ----------- | ---------- | ---------- |
| 1987年10月 - 1988年9月 | 美里美寿々1 | 田畑祐一   | 千葉真由美 |
| 1988年10月 - 1989年9月 | 美里美寿々1 | 佐々木正洋 | 千葉真由美 |
| 1989年10月 - 1991年4月 | 美里美寿々1 | 朝岡聡1・2 | 黒川敦子1  |

- 上記の末期キャスター陣は全員、日曜日の『ANNニュース&スポーツ』を兼務。
- 1 1990年10月以降、美里は『ザ・スクープ』、朝岡・黒川は『530ステーション』をそれぞれ兼務。
- 2 1990年3月まで、金曜日の『ニュースステーション』を兼務。『ニュース / スポーツフロンティア』→『フロンティア』も続投。

## 全国ネット局
| 放送対象地域  | 放送局                              | 系列           | 備考                                      |
| ------------- | ----------------------------------- | -------------- | ----------------------------------------- |
| 関東広域圏    | テレビ朝日                          | テレビ朝日系列 | 制作局                                    |
| 北海道        | 北海道テレビ                        | テレビ朝日系列 |                                           |
| 宮城県        | 東日本放送                          | テレビ朝日系列 |                                           |
| 福島県        | 福島放送                            | テレビ朝日系列 |                                           |
| 新潟県        | 新潟テレビ21                        | テレビ朝日系列 |                                           |
| 長野県        | 長野朝日放送                        | テレビ朝日系列 | 1991年4月開局から 番組ラスト2回のみの放送 |
| 静岡県        | 静岡県民放送 （静岡けんみんテレビ） | テレビ朝日系列 | 現：静岡朝日テレビ                        |
| 中京広域圏    | 名古屋テレビ                        | テレビ朝日系列 |                                           |
| 近畿広域圏    | 朝日放送                            | テレビ朝日系列 |                                           |
| 広島県        | 広島ホームテレビ                    | テレビ朝日系列 |                                           |
| 香川県 岡山県 | 瀬戸内海放送                        | テレビ朝日系列 |                                           |
| 福岡県        | 九州朝日放送                        | テレビ朝日系列 |                                           |
| 長崎県        | 長崎文化放送                        | テレビ朝日系列 | 1990年4月開局から                         |
| 熊本県        | 熊本朝日放送                        | テレビ朝日系列 | 1989年10月開局から                        |
| 鹿児島県      | 鹿児島放送                          | テレビ朝日系列 |                                           |

### 備考･補足
- 放送当時手前の番組（土曜日の場合は『土曜ワイド劇場』、日曜日の場合は『日曜洋画劇場』）の放送時間枠拡大があった場合、当番組は本来の放送時刻より繰り下げられて放送されていた。
- さらに放送当時これ以外にも『大相撲ダイジェスト』による特別編成でさらに繰り下がる日もあった。
- 年末年始に当たる土日最終ニュース･スポーツ枠は休止し、代替として『ANNニュース』を放送したケースもあった。